# Istanbul Challenger 1985
L'Istanbul Challenger 1985 è stato un torneo di tennis facente parte della categoria ATP Challenger Series nell'ambito dell'ATP Challenger Series 1985. Il torneo si è giocato a Istanbul in Turchia dal 22 al 28 luglio 1985 su campi in terra rossa.

## Vincitori

### Singolare
Florin Segărceanu ha battuto in finale  Andrei Dirzu con il punteggio di 6–4, 6–3.

### Doppio
Leighton Alfred /  Tom Nijssen hanno battuto in finale  Gustavo Luza /  Eduardo Masso con il punteggio di 6–2, 6–3.